# Victoria Muntean
Victoria Muntean (* 23. Januar 1997 in Cirey-sur-Vezouze) ist eine französische Tennisspielerin.

## Karriere
Muntean, die rumänischer Abstammung ist, spielt vorrangig Turniere der ITF Women’s World Tennis Tour, bei denen sie bislang drei Titel im Einzel und sechs im Doppel gewann.
Ihren ersten Auftritt auf einem WTA-Turnier hatte sie im Mai 2011 in Straßburg, wo sie, mit einer Wildcard ausgestattet, in ihrem Auftaktmatch die Australierin Daniella Jeflea besiegte. Sie verlor dann ihr Match in der Qualifikationsrunde gegen Kateryna Bondarenko mit 0:6 und 0:6.

## Turniersiege

### Einzel
| Nr. | Datum              | Turnier             | Kategorie   | Belag     | Finalgegnerin      | Ergebnis       |
| --- | ------------------ | ------------------- | ----------- | --------- | ------------------ | -------------- |
| 1.  | 2. August 2015     | Scharm asch-Schaich | ITF $10.000 | Hartplatz | Giada Clerici      | 6:3, 3:6, 6:2  |
| 2.  | 13. September 2015 | Scharm asch-Schaich | ITF $10.000 | Hartplatz | Lu Jiaxi           | 6:1, 6:0       |
| 3.  | 19. Januar 2020    | Monastir            | ITF $15.000 | Hartplatz | Jodie Anna Burrage | 6:1, 0:6, 7:65 |

### Doppel
| Nr. | Datum              | Turnier             | Kategorie   | Belag             | Partnerin        | Finalgegnerinnen                          | Ergebnis          |
| --- | ------------------ | ------------------- | ----------- | ----------------- | ---------------- | ----------------------------------------- | ----------------- |
| 1.  | 25. Oktober 2014   | Stockholm           | ITF $10.000 | Hartplatz (Halle) | Anette Munozova  | Tamara Čurović Margarita Lasarewa         | 2:6, 6:4, [10:8]  |
| 2.  | 29. August 2015    | Scharm asch-Schaich | ITF $10.000 | Hartplatz         | Kamonwan Buayam  | Wang Danni Yu Yuanyi                      | 7:5, 6:4          |
| 3.  | 12. September 2015 | Scharm asch-Schaich | ITF $10.000 | Hartplatz         | Britt Geukens    | Kamonwan Buayam Jana Sisikowa             | 1:6, 6:3, [10:8]  |
| 4.  | 23. Juli 2016      | Scharm asch-Schaich | ITF $10.000 | Hartplatz         | Karin Kennel     | Ola Abou Zekry Dhruthi Tatachar Venugopal | 7:64, 2:6, [10:4] |
| 5.  | 30. Dezember 2016  | Rabat               | ITF $10.000 | Sand              | Xenija Laskutowa | Jessica Bertoldo Sara Marcionni           | 3:6, 7:5, [10:5]  |
| 6.  | 14. Januar 2018    | Hammamet            | ITF $15.000 | Sand              | Hsu Chieh-yu     | Marija Marfutina Ioana Loredana Roșca     | 3:6, 7:5, [10:5]  |